# Dukes of the Orient
Dukes of the Orient is een Amerikaans/Britse rockband op het gebied van progressieve rock en AOR.

## Geschiedenis
De initiatiefnemers van de band zijn de Britse bassist John Payne en de Amerikaanse toetsenist Erik Norlander. Zij maken rond 2007 met elkaar kennis bij een van de vele personeelswisselingen in supergroep Asia, terwijl Payne ook met Gutrhie Govan en Jay Schellen in GPS speelt. Medelid in Asia (en origineel lid van die band) Geoff Downes ging in 2007 weer verder met de originele bezetting (Steve Howe, John Wetton, Carl Palmer). Payne schakelde vervolgens Erik Norlander in als nieuwe toetsenist voor wat Asia featuring John Payne werd. Meerdere studioalbums werden wel aangekondigd, maar verschenen niet. Wel werd de single Seasons will change uitgegeven. Het werd stil rond Asia featuring John Payne. Erik Norlander pakte zijn biezen, werd vervangen door Ryo Okumoto, maar dat was ook niet blijvend. In 2017 overleed de oorspronkelijke bassist Wetton van Asia, waardoor de groepsnaam Asia gevoelig lag. In voorjaar 2018 verschenen de opnamen onder de bandnaam en de albumtitel Dukes of the Orient. Orient is daarbij een verwijzing naar het oosten (Azië). Het is een herstart van de samenwerking tussen Payne en Norlander, een nieuwe naam werd gekozen voor een "frisse start". Die nieuwe start was ook te vinden tijdens de optredens, materiaal van Asia werd niet gespeeld.

## Albums

### Dukes of the Orient
Het album Dukes of the Orient, dat in februari 2018 verscheen bij Frontiers Music is opgenomen in de volgende samenstelling:
- John Payne – zang, gitaar (tracks 1, 3, 5, 6 en 8), basgitaar; trad tevens op als muziekproducent
- Erik Norlander – toetsinstrumenten met
- Jeff Kollman – gitaar (tracks 2,7,8)
- Moni Scaria – gitaar (tracks 4, 6, 7, 8)
- Bruce Bouillet – gitaar (tracks 1, 4)
- Guthrie Govan – gitaar (track 2) ; hij maakte deel uit van Asia voor het vertrek van Downes
- Jay Schellen – drumstel; vertrok en ging spelen bij Yes tijdens de concertreeks Topographic drama
- Molly Rogers – strijkinstrumenten

Opnamen vonden verspreid over meerdere jaren plaats in geluidsstudio’s in Las Vegas, Placerville (Californië) (de eigen studio van Norlander) en Burbank (Californië). De platenhoes is van Rodney Matthews
De tracks Brother in arms (5:22), Strange days (5:33), Amor vincit omnia (5:45), Time Waits for no one (6:03), A sorrow’s crown (5:07), Fourth of july (8:28), Seasons will change (6:37) en Give another reason (10:10) werden alle geschreven door Payne en Norlander. Voor Nederland werd een optreden van Dukes of the Orient aangekondigd op 11 oktober 2018 in de Cultuurpodium Boerderij te Zoetermeer, maar dat werd geannuleerd. Brothers in arms gaat niet alleen over legermaatjes, maar ook over bandleden; Fourth of July over het verlaten van huis en haard om elders te gaan vechten in een oorlog, Amor vincit omnia handelt over verwachtingen en A sorrow's crown over King George.  
Na uitgifte van het tweede album werd het stil rond de band.

### Freakshow
In augustus 2020 werd door Frontiers Music het tweede studioalbum uitgebracht. Omdat het eerste redelijk goed ontvangen was binnen de arenarock en progressieve rock, waren de verwachtingen van die album nogal hooggespannen. Onder leiding van Payne en Norlander werd met drie musici opnamen gemaakt in de Loco Studio van Payne en Think Tank van Norlander. Payne en Norlander lieten flink doorschemeren waar zij hun inspiratie vandaan haalden: Asia (Payne) en Emerson, Lake & Palmer (Norlander).
Musici waren Johan Payne (zang, basgitaar, gitaar), Norlander (toetsinstrumenten), Frank Klepacki (drumstel), Alex Garcia (gitaar), en Eric Tewalt (saxofoon).
Tracks: 1: The dukes return (Norlander, 5:08), 2: The ice is thin (Payne, 6:01), 3: Freakshow (Norlander, 4:30), 4: The monitors (Norlander, 4:39), 5: Man of machine (Payne, 7:37), 6: The last time traveller (Norlander, 6:46), 7: A quest for knowledge (Payne, 5:52), 8: The great brass steam engine (Norlander, 5:05), 9: When ravens cry (Payne, 6:54), 10: Until then (Payne, 7:50) 